# 170-ті
Десятиліття було  «золотими часами» Римської імперії —  періодом правління імператора-стоїка Марка Аврелія. Упродовж усього десятиліття тривала чума Антоніна, що спустошила землі імперії.  

## Події
Майже все десятиліття Римська імперія воювала з варварами. Перша маркоманська війна почалася у 169-му, а закінчилася в 175-му. На перших порах германці успішно наступали на римські території взяли в облогу Аквілею, контрнаступ римлян зазнав поразки. Але вже в 174-му римляни перейшли за Дунай і змусили маркоманів і квадів визнати поразку й укласти мир. Частину германців було переселено на спустошені чумою римські терени. 
У 177 році Марк Аврелій оголосив свого сина Коммода співімператором.